# 米倉昌明
米倉 昌明（よねくら まさあきら）は、江戸時代前期から中期にかけての大名。下野国皆川藩2代藩主。六浦藩米倉家2代。官位は従五位下・丹後守、長門守。

## 生涯
延宝元年（1673年）、初代藩主・米倉昌尹の長男として誕生。天和2年（1682年）7月11日、5代将軍・徳川綱吉に拝謁し、天和3年（1683年）9月25日に御書院番、元禄5年（1692年）3月23日に小十人頭、元禄9年（1696年）3月29日に詰衆並となる。同年12月22日に叙任する。
元禄12年（1699年）、父の死去により家督を継ぐ。この際、弟・昌仲（忠直）に3000石を分与している。
元禄15年（1702年）4月25日、死去。享年30。跡を次男・昌照が継いだ。

## 系譜
父母
- 米倉昌尹（父）
- 金森重義の娘（母）

正室、継室
- 須田為景の娘（正室）
- 筒井忠助の娘（継室）

子女
- 米倉昌照（次男）生母は正室
- 米倉昌行（三男）
- 武田信常室
- 小堀政房正室

養子
- 松平忠周継室 ー 鈴木助之進の娘